# Douglas DB-7
Douglas DB-7 – rodzina amerykańskich samolotów bombowych i nocnych myśliwskich produkcji Douglas Aircraft Company, używanych podczas II wojny światowej głównie przez Związek Radziecki, Wielką Brytanię i Stany Zjednoczone. DB-7 był również użytkowany w czasie wojny przez australijskie, francuskie, południowoafrykańskie i holenderskie siły powietrzne, a po wojnie także przez Brazylię.
Douglas DB-7 (oznaczenie fabryczne) był znany pod wieloma nazwami, jako lekki bombowiec Douglas Boston lub nocny myśliwiec Douglas Havoc w krajach brytyjskiej Wspólnoty Narodów, oraz jako taktyczny bombowiec A-20 Havoc lub nocny myśliwiec P-70 w Stanach Zjednoczonych. W Związku Radzieckim funkcjonował pod nazwą A-20 lub Boston.

## Historia rozwoju

### Douglas Model 7A
W marcu 1937 roku zespół konstruktorów przedsiębiorstwa Douglas Aircraft Company wystąpił z propozycją budowy lekkiego bombowca w konfiguracji górnopłatu napędzanego dwoma silnikami Pratt & Whitney R-985 Wasp Junior o mocy 450 KM (340 kW). Przewidywano, że udźwig bomb będzie dochodził do 450 kg, a prędkość maszyny przy maksymalnym ładunku wyniesie 400 km/h. W wersji rozpoznawczej przewidywano zamiast komory bombowej montować przezroczyste osłony mieszczące kamery. Uzbrojenie strzeleckie miały stanowić karabiny maszynowe kalibru 7,7 mm (.303 cala). Pierwsza maszyna była już prawie gotowa, jednak doświadczenia zdobyte podczas wojny domowej w Hiszpanii dowiodły, że tego typu konstrukcja nie rokuje powodzenia ze względu na zbyt niską moc silników, dlatego projekt przerwano.

### Douglas Model 7B
Jesienią tego samego roku korpus lotniczy armii amerykańskiej opublikował specyfikację samolotu bombowego. Zespół konstruktorów przedsiębiorstwa Douglas postanowił zmodyfikować projekt Model 7A poprzez wymianę silników na mocniejsze Pratt & Whitney R-1830 S3C3-G Twin Wasp o mocy 1100 KM (820 kW), zmieniając oznaczenie projektu na Model 7B. Zaproponowano zastosowanie dwóch alternatywnych części dziobowych, jednej przezroczystej dla bombardiera i drugiej zakrytej, wyposażonej w baterię sześciu karabinów maszynowych kalibru 7,7 mm i dwóch kalibru 12,7 mm. Do przezroczystej części dziobowej można było zamontować dwie gondole po obu stronach kadłuba, zawierające po dwa karabiny maszynowe. Pozostałe uzbrojenie strzeleckie miały stanowić karabiny maszynowe kalibru 7,7 mm zamontowane w wysuwanej wieżyczce strzeleckiej lub strzelające przez otwarte drzwi komory bombowej. Udźwig bomb zwiększono do 900 kg.
Konkurentami konstrukcji Douglasa były samoloty North American NA-40, Stearman X-100 i Martin 167F. Chociaż Model 7B był dostatecznie szybki i zwrotny, nie wzbudził zainteresowania armii amerykańskiej, ale zdobył za to uznanie Francuskiej Komisji do Spraw Zakupów, odwiedzającej Stany Zjednoczone. Strona francuska uczestniczyła w testach maszyny Douglasa i ostatecznie zamówiła 100 maszyn, zwiększając zamówienie do 270 w momencie rozpoczęcia wojny.

### DB-7 B-3
Strona francuska zamawiając samolot zażyczyła sobie wprowadzenia poważnych modyfikacji maszyny, węższego i wyższego kadłuba, stawiającego mniejsze opory aerodynamiczne i mieszczący więcej paliwa, silników gwiazdowych Pratt & Whitney R-1830-SC3-G o mocy 1000 KM (750 kW) i urządzeń pokładowych produkowanych we Francji i wyskalowanych w systemie metrycznym. Uzbrojenie strzeleckie miały stanowić francuskie karabiny maszynowe Chatellerault kalibru 7,5 mm. W trakcie dostarczania samolotów postanowiono wymienić silniki na mocniejsze Pratt & Whitney R-1830-S3C4-G o mocy 1100 KM (820 kW). Nowy samolot został oznaczony jako DB-7 od Douglas Bomber Model 7, a we Francji jako DB-7 B-3 od trzymiejscowy bombowiec.
Samoloty DB-7 wysyłano w częściach do Casablanki w celu zmontowania. Przewidywano użytkowanie samolotów zarówno we Francji, jak i francuskich koloniach w północnej Afryce. Nowe samoloty rozpoczęły służbę w Armée de l’Air w styczniu 1940 roku.

### Boston Mk I i II

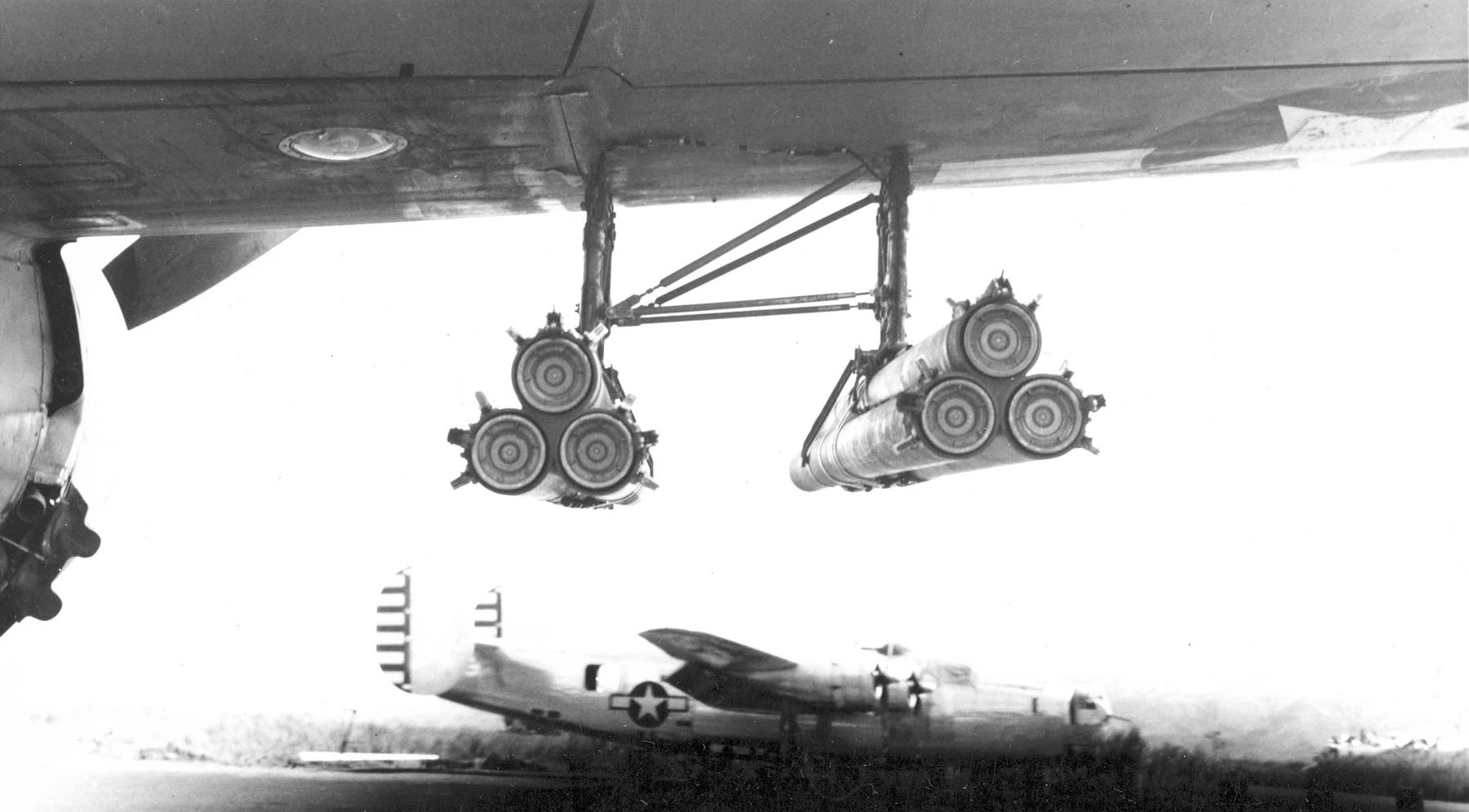
Wyrzutnie rakiet T-30 (114 mm) zamontowane na A-20, połowa 1944 r.

Ze względu na sytuację we Francji brytyjski RAF postanowił przejąć francuskie zamówienie na samoloty, które w nomenklaturze brytyjskiej nazwano Boston Mk I i Boston Mk II w zależności od wersji silnikowej.

### Havoc Mk I

Douglas A-20 Havoc

Samoloty zamówione przez Francję nie odpowiadały potrzebom Brytyjczyków ze względu na zbyt krótki zasięg uniemożliwiający dzienne naloty na Niemcy. Wiele maszyn Boston Mk II i – po zmianie silników na mocniejsze – także Boston Mk I, postanowiono zmodyfikować do roli nocnych bombowców o udźwigu 1100 kg bomb, oraz nocnych myśliwców wyposażonych w radar AI.IV (od Airborne Intercept Mark IV – ang. przechwytywanie w powietrzu). Nazwa samolotów została zmieniona początkowo na Ranger, ale ostatecznie nadano mu miano Havoc Mk I (ang. – spustoszenie). Łącznie przebudowano 181 samolotów Boston do nowego standardu.
Dwadzieścia samolotów zmodyfikowano do wersji Havoc Mk I Intruder (ang. – intruz) nazywanych również Pandora, które wyposażono w długą minę lotniczą (Long Aerial Mine) w postaci 600-metrowego kabla zakończonego ładunkiem wybuchowym i ciągniętego za samolotem. Zakładano, że tak uzbrojone samoloty będą latać na trasach wrogich maszyn w nadziei zaplątania się ich w kabel i w konsekwencji wywołanie eksplozji umieszczonej na końcu miny. Ze względu na bardzo małą skuteczność tego typu instalacji, zrezygnowano z ich stosowania przywracając samoloty do poprzedniej wersji Havoc Mk I.
Kolejne 31 maszyn zmodyfikowano do wersji Havoc Mk I Turbinlite wyposażonych w potężny reflektor o jasności 2700 milionów kandeli zamontowany na dziobie maszyny i służący do oświetlania celów dla współdziałających z Havocami myśliwców Hawker Hurricane. Także to rozwiązanie okazało się chybione, ponieważ samoloty z reflektorami stanowiły doskonały cel dla niemieckiej artylerii przeciwlotniczej i samolotów wroga, zwłaszcza że masa reflektora wykluczała zamontowanie uzbrojenia defensywnego.

### DB-7A Havoc Mk II
Francuska Komisja do Spraw Zakupów zamówiła kolejne 200 maszyn napędzanych silnikami Wright R-2600-A5B Double Cyclone o mocy 1600 KM (1195 kW), oznaczonych przez producenta jako DB-7A, ale żaden z samolotów nie został dostarczony przed upadkiem Francji. Samoloty trafiły do brytyjskiego RAF-u, gdzie pod nazwą 'Havoc Mk II były używane w roli nocnych myśliwców. Maszyny te charakteryzowały się bardzo dużą prędkością 550 km/h i 39 z nich było używane przez bardzo krótki czas w wersji Turbinlite.

### DB-7B Boston Mk III
Samoloty DB-7B były pierwszą partią maszyn zamówionych przez Wielką Brytanię w lutym 1940 roku. Napędzane były tym samym silnikiem co wersja DB-7A, ale posiadały lepsze opancerzenie i co najważniejsze, większe zbiorniki paliwa umożliwiające wykonywanie misji bombowych na większych dystansach. Maszyny miały nazywać się Boston, ale ze względu na przejęte wcześniej francuskie samoloty tego typu, które również nazwano Boston, postanowiono dla odróżnienia nadać im oznaczenie Boston Mk III. Samoloty tego typu wzięły udział w atakach na niemieckie pancerniki „Scharnhorst”, „Gneisenau” i krążownik „Prinz Eugen” podczas Operacji Cerberus przedarcia się okrętów niemieckich z portu w Breście do Niemiec przez kanał La Manche i niesławnej operacji Jubilee.
Dostarczono 300 egzemplarzy samolotów tego typu, z których niektóre przebudowano do roli nocnych bombowców i nocnych myśliwców.

### Douglas DB-73

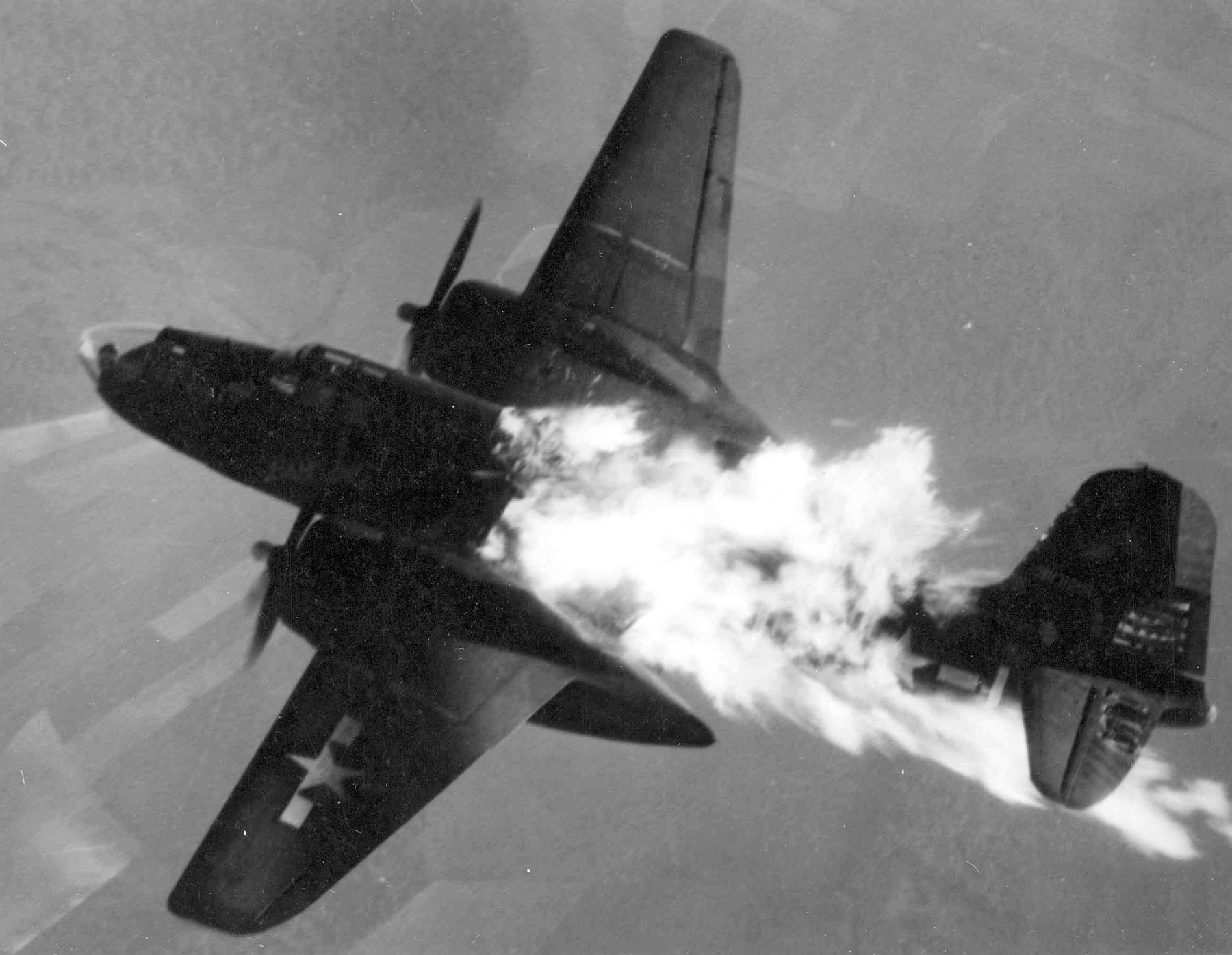
Douglas A-20J zestrzelony przez artylerię przeciwlotniczą nad Beauvoir, Francja 12 maja 1944 r.

Douglas DB-73 był odpowiednikiem maszyny DB-7B przeznaczonym dla Francji i wyposażonym we francuskie urządzenia pokładowe. Z 480 zamówionych 18 maja 1940 roku maszyn, żadna nie została dostarczona do Francji przed jej upadkiem, dlatego też dostosowano je do standardu DB-7B i dostarczono do Wielkiej Brytanii pod nazwą Boston Mk II. Pierwsza partia 240 maszyn została wyprodukowana w zakładach Douglasa, a następne 240 na licencji w przedsiębiorstwie Boeing. Produkowane przez Boeinga maszyny oznaczono jako Boston Mk IIIA i różniły się one nieznacznie Mk III systemami elektrycznymi i innym typem tłumików płomieni.
Większość zamówionych przez Wielka Brytanię maszyn Boston Mk III i Mk IIA nie dotarło nigdy na Wyspy Brytyjskie, gdyż zostały wysłane do Związku Radzieckiego (151 egzemplarzy), a reszta zasiliła siły powietrzne Stanów Zjednoczonych po ich przystąpieniu do wojny. Dodatkowo 162 maszyny produkcji Douglasa i 194 Boeinga przekazano australijskim siłom powietrznym.

### Douglas DB-7C
W październiku 1941 roku, holenderski rząd emigracyjny zamówił 48 maszyn w wersji DB-7C przeznaczonych dla sił zbrojnych Holenderskich Indii Wschodnich Koninklijke Marine Luchtvaartdienst. DB-7C był podobny do DB-7B, ale posiadał wymienną sekcję dziobową, przeszkloną z miejscem dla obserwatora lub zabudowaną z czterema działkami kalibru 20 mm. Wyposażenie dodatkowe miały stanowić tratwy ratunkowe i specjalne uchwyty do podwieszania torped. Jednostką napędową miały być silniki Wright R-2600-A5B o mocy 1600 KM. Dostawa maszyn była przewidziana na maj 1942 roku, ale ze względu na wybuch wojny z Japonią w 24 grudnia 1941 roku, rząd amerykański postanowił natychmiast dostarczyć 32 maszyny, którymi były samoloty DB-7B przeznaczone dla Wielkiej Brytanii. Ze względu na szybkie opanowywanie przez wojska japońskie terytorium Holenderskich Indii Wschodnich, następne 22 maszyny przekazano do Australii. Pozostała część zamówionych maszyn weszła w skład pomocy Lend-Lease dla Związku Radzieckiego.

### A-20

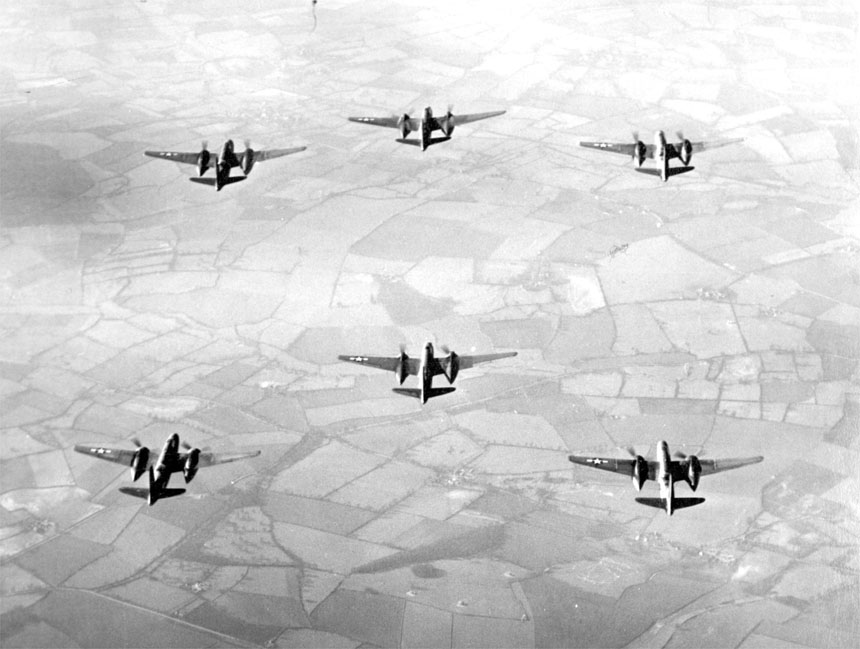
Formacja bombowców A-20 w 1943 r.

Początkowa niechęć amerykańskich sił zbrojnych do samolotów Douglas Model 7B przeminęła po serii modyfikacji przeprowadzonych na prośbę Francuzów i Brytyjczyków. Korpus lotniczy Stanów Zjednoczonych zamówił dwa modele bombowe, jeden oznaczony jako A-20 do bombardowania z wysokiego, a drugi A-20A z niskiego pułapu. Oba modele były bardzo podobne do samolotu DB-7B. Przeznaczony do bombardowań z wysokiego pułapu A-20 był napędzany silnikiem Wright R-2600-7 o mocy 1700 KM z turbosprężarką, która jednak okazała się kłopotliwa w eksploatacji ze względu na awarie systemu chłodzenia, dlatego też wymieniono jednostkę napędową na Wright R-2600-11 o mocy 1600 KM bez turbosprężarki. Ogólnie tylko jedna maszyna została zbudowana w wersji A-20; pozostałe postanowiono przebudować do standardu A-20A.

### A-20A
Armia Stanów Zjednoczonych zamówiła 123 maszyny w wersji A-20A z silnikami Wright R-2600-3 Double Cyclone o mocy 1600 KM i dalszych 20 z mocniejszymi Wright R-2600-11. Maszyny te weszły do służby wiosną 1941 roku. W 1943 roku 9 z nich przekazano da Australii. Brytyjska nazwa Havoc została przyjęta także przez Amerykanów.

### A-20B
Zamówiony przez armię amerykańską w liczbie 999 egzemplarzy samolot, który przypominał bardziej wcześniejszy typ DB-7A zwłaszcza ze względu na słabsze opancerzenie i konstrukcję części dziobowej. Nie posiadały też samouszczelniających się zbiorników paliwa. Głównym odbiorcą tej partii samolotów stał się Związek Radziecki, do którego trafiło 665 maszyn, a tylko nieliczne pozostały na wyposażeniu Amerykanów.

### O-53
Planowana w 1941 roku wersja rozpoznania fotograficznego samolotu zbudowanego na bazie wersji A-20B. Do realizacji nie doszło i projekt został przerwany w 1942 roku.

### A-20C (Boston Mk IIIA)

Silnik Wright Cyclone R-2600 eksponowany w MLP w Krakowie

Próba ujednolicenia typu samolotu używanego zarówno przez stronę amerykańską, jak i brytyjską. Skonstruowany w 1941 roku samolot był napędzany silnikami RF-2600-23, posiadał samouszczelniające się zbiorniki paliwa i dodatkowe opancerzenie i był przystosowany do przenoszenia 900 kg torpedy. Zbudowano 948 egzemplarzy dla Wielkiej Brytanii (200 egzemplarzy jako Boston Mk IIIA) i Związku Radzieckiego, ale po ataku na Pearl Harbor część z nich pozostała na wyposażeniu lotnictwa amerykańskiego.

### A-20D
Projektowana wersja bombowca A-20B o zmniejszonej masie i z mocniejszymi silnikami Wright R-2600-7 z turbosprężarką. Dodano większe zbiorniki, które nie miały własności samouszczelniających, przez co użytkowanie takiego samolotu stawało się niebezpieczne w warunkach bojowych. Ponadto problemy z turbosprężarką spowodowały, że A-20D nie wyszedł poza fazę projektów.

### A-20E
Zmodyfikowane maszyny A-20A o zmniejszonej masie przystosowane do zadań treningowych i różnych testów. Jednostką napędową maszyny były silniki Wright R-2600-11 o mocy 1690 KM. Zbudowano 17 egzemplarzy maszyn tego typu.

### XA-20F
Pojedynczy egzemplarz maszyny wyposażonej w eksperymentalne zdalnie sterowane wieżyczki z podwójnymi karabinami maszynowymi kalibru 12,7 mm. Chociaż nigdy nie wdrożono tego rozwiązania do produkcji, to wnioski z eksperymentów pomogły w opracowaniu podobnego rozwiązania dla samolotu Douglas A-26 Invader. Później samolot został przezbrojony w jedno zamontowane na dziobie działko kalibru 37 mm strzelające do przodu.

### A-20G

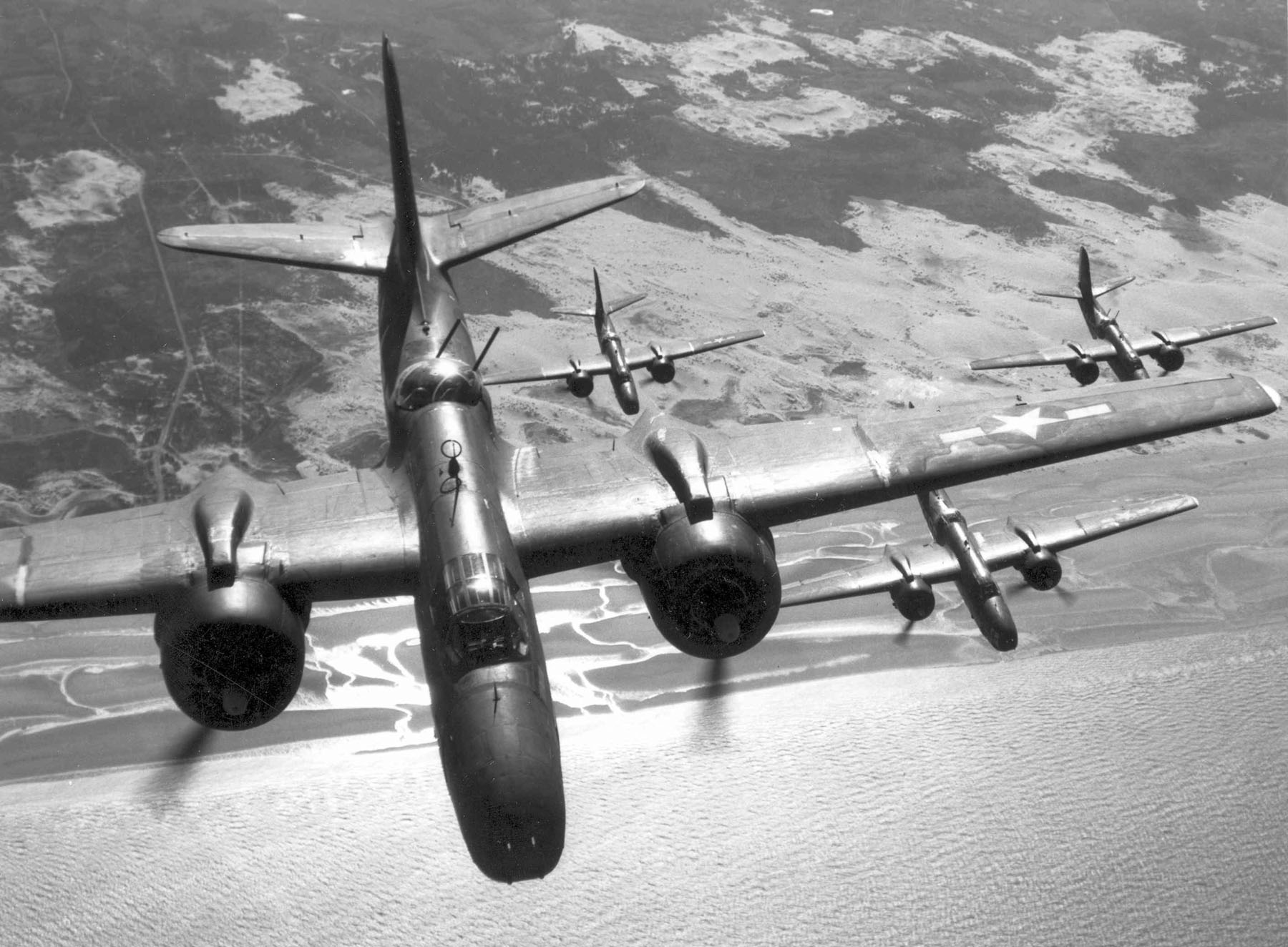
A-20G lub H nad wybrzeżem francuskim w 1944 r.

Wersja wyprodukowana w największej liczbie 2850 egzemplarzy. Samolot był uzbrojony w zamontowane na dziobie cztery działka M2 kalibru 20 mm z zapasem 60 sztuk amunicji na działko i dwa karabiny maszynowe kalibru 12,7 mm z zapasem po 350 sztuk amunicji. Taka konfiguracja uzbrojenia została opracowana w oparciu o doświadczenia z działań na Pacyfiku i dokonywanych na tym froncie modyfikacji polowych maszyn z przeszklonym dziobem. Dodatkowo w tylnym stanowisku strzeleckim zamontowano 2 karabiny maszynowe kalibru 12,7 mm z zapasem 500 sztuk amunicji. Dodano dodatkowe opancerzenie kabiny zwiększające masę samolotu o ponad 200 kg.
Ze względu na małą szybkostrzelność działek i ich częste zacinanie się, po wybudowaniu 250 maszyn wymieniono je na karabiny maszynowe kalibru 12,7 mm. Tak uzbrojone maszyny (6 karabinów na dziobie) oznaczano jako A-20-5-DO. Większość maszyn uzbrojonych w działka trafiła do Związku Radzieckiego.

### A-20H
Maszyna identyczna jak A-20G, ale napędzana mocniejszymi silnikami R-2600-29 o mocy 1700 KM. Wymiana silnika była podyktowana zakończeniem produkcji poprzedniej jednostki napędowej. Dodatkowa moc nowego silnika pozwoliła na zwiększenie udźwigu maszyny do około 1400 kg. Zbudowano 412 maszyn tego typu.

### A-20J (Boston Mk IV)
Na początku 1943 roku zgłoszono zapotrzebowanie na maszynę z przezroczystą częścią dziobową mieszczącą bombardiera. Maszyny te miały pełnić rolę liderów dla grup bombowców A-20G.
Zaprojektowano nową przezroczystą część dziobową wykonaną z pleksi, mieszczącą bombardiera i urządzenia celownicze Norden. Jako dziobowe uzbrojenie strzeleckie pozostawiono tylko dwa karabiny maszynowe zamocowane w gondolach po bokach kadłuba. Załoga samolotu wraz z bombardierem liczyła 4 osoby. Zbudowano 450 maszyn w wersji A-20J, z których 169 dostarczono do Wielkiej Brytanii jako Boston Mk IV. Maszyny tej wersji pozostały w służbie także po przezbrojeniu się użytkujących samoloty A-20 dywizjonów w nowsze A-26 Invader. Pełniły one nadal rolę liderów wypraw bombowych.

### A-20K (Boston Mk V)
Ostatnia wersja produkcyjna samolotu A-20. Zewnętrznie identyczna jak wcześniejszy A-20J, ale napędzana innymi silnikami R-2600-29. Zbudowano 413 egzemplarzy tej wersji, z których 90 dostarczono do Wielkiej Brytanii jako Boston Mk V.

### P-70
Przed przystąpieniem do wojny, Stany Zjednoczone bardziej potrzebowały myśliwca dalekiego zasięgu niż bombowca, dlatego też na bazie samolotu A-20 zbudowano prototyp takiej maszyny oznaczony jako XP-70.
Doświadczenia RAF-u ze zmodyfikowanymi do roli nocnych myśliwców samolotami DB-7 Havoc stały się podstawą do opracowania XP-70. Zastosowano mocniejsze silniki Wright R-2600-7s z turbosprężarkami, a w części dziobowej zamontowano brytyjski radar AI Mk IV z wystającą na zewnątrz anteną nadawczą. Anteny odbiorcze zlokalizowano po obu stronach kadłuba i prawym skrzydłem.
Uchwyty bomb zostały zdemontowane, a załoga zredukowana do 2 osób. Rolą drugiego członka załogi była obsługa radaru. Pod dziobem zamontowano cztery działka kalibru 20 mm, a przezroczystą osłonę zamalowano, aby zakryć instalację radarową i uniknąć powstawania odblasków.
Pierwsza seria produkcyjna liczyła 59 maszyn przystosowanych do roli nocnego myśliwca. Samolot został nazwany Nighthawk (ang. nocny jastrząb), ale nazwa ta nie przyjęła się.
Zbudowano kilka odmian oznaczonych literami, różniących się głównie typem instalacji radarowej.

### F-3
Trzy egzemplarze samolotu A-20 pierwszej serii zmodyfikowane do roli samolotu rozpoznania fotograficznego. Później modyfikowano także maszyny wersji A-20J i A-20K nadając im oznaczenie F-3A. Głównym zadaniem samolotów F-3A były nocne misje rozpoznawcze z użyciem bomb fotograficznych. Modyfikacja maszyn polegała na zamontowaniu w przezroczystym dziobie i w komorze bombowej zestawu kamer fotograficznych. Łącznie zbudowano 3 maszyny wersji F-3 i 63 zmodyfikowane F-3A.

## Użycie bojowe

### FrancuskaArmée de l’Air

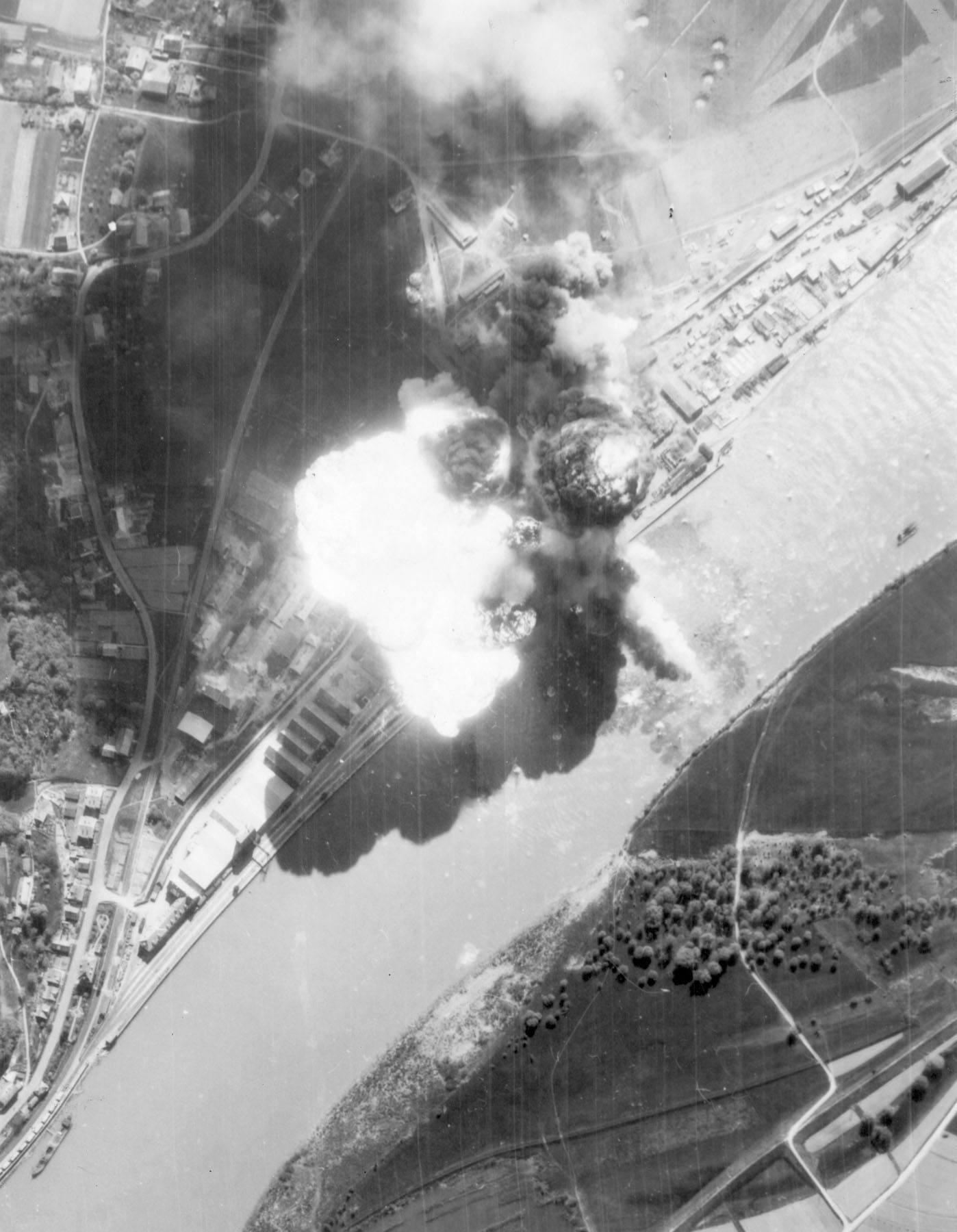
Port w Deggendorfie podczas bombardowania przez bombowce A-20 z 426. Grupy Bombowej, 20 kwietnia 1945 r.

Po ataku Niemiec na Francję 10 maja 1940 roku, 64 maszyny DB-7 B-3 zostały przeniesione z Afryki do Francji i skierowane do walki z nacierającymi wojskami niemieckimi. Pierwsza akcja bojowa przeciw Niemcom miała miejsce 31 maja, kiedy to 12 maszyn zaatakowało niemieckie kolumny wojskowe koło Saint-Quentin. Łącznie samoloty DB-7 wykonały około 70 misji bojowych, głównie przeciw piechocie, zgrupowaniom wojsk pancernych, konwojom zaopatrzenia, składom paliw i mostom drogowym przy stratach własnych siedmiu maszyn.
Po zawieszeniu broni podpisanym 22 czerwca przerzucono pozostałe DB-7 z powrotem do Afryki, gdzie dostały się w ręce wojsk lojalnych rządowi Vichy, tworząc jednostki lotnicze w Maroku i Algierii. Część maszyn latała później również w barwach Sił Zbrojnych Wolnej Francji, po przejściu oddziałów wiernych marszałkowi Pétainowi na stronę aliantów.
Wolni Francuzi z 342. Dywizjonu RAF, wcześniej należący do jednostki GB I/120 Lorraine, latali od 7 kwietnia 1943 roku na samolotach Boston Mk IIIA, wykonując swą pierwszą misję bombową przeciwko elektrowni w Rouen. Później jednostka ta została przezbrojona w nowocześniejsze maszyny Boston Mk IV, na których wykonywała naloty bombowe przeciwko celom w okupowanej Europie.

### Lotnictwo amerykańskie
Pierwszą amerykańską jednostką lotniczą wyposażoną w samoloty A-20A był 58 Dywizjon Bombowy stacjonujący na Hawajach. Po ataku Japonii na Stany Zjednoczone wyposażono w A-20 także inne jednostki. Jedną z nich był 89 Dywizjon Bombowy stacjonujący na Nowej Gwinei, który jako pierwszy użył tych maszyn bojowo 31 sierpnia 1942 roku.
Natężenie ostrzału japońskiej artylerii przeciwlotniczej było znacznie niższe niż w Europie, dlatego amerykańskie A-20 wykonywały większość nalotów z bardzo małych wysokości. Taki sposób bombardowania spowodował, że bombardier stawał się zbędny, dlatego w miejsce jego stanowiska montowano karabiny maszynowe. Duża siła ognia, zwrotność, prędkość i zdolność przenoszenia bomb uczyniły z A-20 doskonałą maszynę do niszczenia lotnisk nieprzyjaciela, hangarów i składów zaopatrzenia. Podczas misji w formacjach przeciwko jednostkom pływającym, huraganowy ogień karabinów maszynowych, umożliwiał skuteczną walkę z pokładową artylerią przeciwlotniczą i dawał czas na celne zrzucenie bomb na transportowce i chroniące je niszczyciele.
Pod skrzydłami niektórych maszyn próbowano zamontować po trzy wyrzutnie pocisków rakietowych typu bazooka, aby jeszcze bardziej zwiększyć siłę ognia, ale ze względu na zawodność i dużą masę instalacji zrezygnowano z tego rozwiązania.

### Lotnictwo australijskie
Podczas wojny z Japonią lotnictwo australijskie używało 69 maszyn DB-7 Boston. Były to samoloty pochodzące z różnych źródeł, część została przekazana przez amerykański korpus powietrzny, inne przejęto od holenderskich Netherlands Marine Luchtvaartdenst, a pozostałe pochodziły z zamówień brytyjskich.
Najgłośniejszą akcją australijskich Bostonów było zbombardowanie składów paliwa na wyspie Salamaua. Kariera tych maszyn została przerwana po zbombardowaniu lotniska 23 listopada 1944 roku, kiedy to zniszczeniu uległo 13 samolotów. Pozostałe maszyny wycofano, a dywizjon przezbrojono w samoloty Bristol Beaufighter.

### Lotnictwo Związku Radzieckiego
Związek Radziecki był największym użytkownikiem samolotów Douglas DB-7 i na jego potrzeby wyprodukowano ponad połowę tych maszyn. Przewidywano dostarczenie 3125 maszyn wszystkich typów w ramach Lend-Lease, ale ostatecznie do ZSRR trafiło 2901 samolotów. Drogą dostawy był przelot przez Iran lub Alaskę ze względu na zbyt duże ryzyko zaatakowania konwojów przez niemieckie okręty podwodne. Maszyny te nazywano w Związku Radzieckim A-20 Boston.
Niektóre radzieckie A-20 posiadały zmienione tylne stanowisko strzeleckie na sferyczną wieżę z karabinem maszynowym UBT kalibru 12,7 mm.

## Zachowane egzemplarze
Na świecie zachowało się kilkanaście egzemplarzy maszyny, w tym trzy w Europie (dwa w Wielkiej Brytanii i jeden w Moskwie). Najnowszym samolotem, który ma szanse po odrestaurowaniu trafić do muzeum jest A-20G-20 wydobyty z dna Morza Bałtyckiego. Wrak A-20G-20 został w czerwcu 2013 roku zlokalizowany podczas rutynowych badań pomiarowych prowadzonych przez Instytut Morski w Gdańsku na głębokości około 14 metrów w odległości 4 km od Rozewia. W październiku tego samego roku podjęto próbę wydobycia samolotu z dna,  nieudaną z powodu pogody. Kolejną próbę podjęto na początku października 2014 roku. Akcję prowadzono pod nadzorem Narodowego Muzeum Morskiego w Gdańsku we współpracy z Marynarką Wojenną oraz przedsiębiorstwem Lotos Petrobaltic SA. W przedsięwzięciu uczestniczyły: okręt ratowniczy ORP „Lech”, statek naukowo-badawczy „St. Barbara” i holownik „Kambr”. Wrak został wstępnie przygotowany do wydobycia i oczyszczony z piasku. Maszyna została podniesiona z dna przez załogę statku „St. Barbara”, umieszczona na pokładzie holownika „Kambr” i przetransportowana do portu w Gdyni. Zachowany samolot był w bardzo dobrym stanie, chociaż brak tylnej części kadłuba i dziobu. Prawdopodobnie podczas wodowania obydwie sekcje odłamały się. Przeszukano dno w promieniu 500 metrów od głównej części, lecz nie zlokalizowano brakujących elementów. Skrzydła, centralna część kadłuba i silniki są zachowane w całości. Rok wcześniej, podczas badania wraku samolotu, podniesiono z dna elementy, które zostały przekazane do Muzeum Lotnictwa Polskiego w Krakowie,. Były wśród nich: radiostacja, karabiny Browninga kalibru 12,7 mm, skrzynki na amunicję. Reszta maszyny również trafi do Krakowa, gdzie samolot zostanie poddany zabiegom konserwatorskim. Całość prac sfinansowało Ministerstwo Kultury i Dziedzictwa Narodowego. Napisy eksploatacyjne, znalezione na samolocie, wskazują, iż maszyna należała do Związku Radzieckiego, do którego trafiła w ramach umowy Lend-Lease. Prawdopodobnie jest to samolot z 1. Gwardyjskiego Kłajpedzkiego Lotniczego Pułku Minowo-Torpedowego. 9 kwietnia 1945 roku maszyna została zestrzelona ogniem pokładowej artylerii przeciwlotniczej podczas ataku na niemiecki konwój morski. Maszyna z uszkodzonym silnikiem wodowała na Bałtyku, a załogę udało się uratować.